# Simargl
Simargl (Simargł, Semargl) è il dio della fertilità, della sessualità, della riproduzione, della mietitura e dell'erotismo nella mitologia slava. Veniva solitamente raffigurato come un uccello dalla testa di cane o come un cane alato. Alcuni studiosi pensano sia imparentato con il dio Simurk o Simurg della cultura iranica. Con l'avvento del Cristianesimo Simargl venne trasformato nel demone Paskuda, figura tentatrice che spingeva gli uomini agli eccessi sessuali e alla caduta morale.
Nella cronachistica antico-russa Simargl figura nell'elenco di sette dei per i quali il principe Vladimir della Rus' di Kiev fece costruire delle statue intorno al suo palazzo reale. Aleksander Brückner interpreta la parola Simargl come nomi di due differenti divinità (Sima e Rgieł), teoria che attualmente non trova credito. Nel Libro di Veles questo dio compare come il padre di Skif, fondatore della Skifia (Scizia).